# Ligue du Maine de football
 (décembre 2024).
Si vous disposez d'ouvrages ou d'articles de référence ou si vous connaissez des sites web de qualité traitant du thème abordé ici, merci de compléter l'article en donnant les références utiles à sa vérifiabilité et en les liant à la section « Notes et références ».
La Ligue du Maine de football était un organe fédéral dépendant de la Fédération française de football créé en 1981 et chargé d'organiser les compétitions de football au niveau des départements de la Sarthe et de la Mayenne. Elle porte le nom de l'ancienne province du Maine, qui correspondait approximativement à ces deux départements.
Créé en 1981 par une directive du Ministère de la Jeunesse et des Sports, la LMF regroupait alors l'ensemble des clubs des deux départements du nord de la région des Pays de la Loire, qui étaient auparavant affiliés à la Ligue de l'Ouest.
La LMF qui avait son siège au Mans compte actuellement deux districts calqués sur les départements de la Sarthe et de la Mayenne. 
La principale compétition organisée par la Ligue était le championnat de Division d'Honneur du Maine qui donnait le droit à son vainqueur de participer au championnat de France amateur. La Ligue s'occupait également d'organiser les premiers tours de la Coupe de France de football et de gérer le football féminin régional.
Elle a fusionné avec la Ligue atlantique de football en 2016 pour former la Ligue de football des Pays de la Loire.

## Palmarès

### Palmarès national des clubs de la Ligue
Aucun club de la ligue n'a remporté de compétition majeure en France.
Domination en Ligue du Maine depuis 1981
- Depuis 1981 : Club le mieux classé en division nationale.

### Palmarès régional
| Saison | Division d'Honneur       | Division Supérieure Régionale | Coupe du Maine           | Division d'Honneur Féminine |
| ------ | ------------------------ | ----------------------------- | ------------------------ | --------------------------- |
| 1982   | SO Maine Le Mans         |                               | CA Evronnais             |                             |
| 1983   | Ancienne Château-Gontier | -                             | SO Maine Le Mans         | -                           |
| 1984   | SO Maine Le Mans R       | -                             | SO Maine Le Mans         | -                           |
| 1985   | Stade lavallois R        | -                             | ES Yvré l'Evêque         | -                           |
| 1986   | CO Pontlieue Le Mans     | -                             | Stade lavallois          | -                           |
| 1987   | US Fléchois              | -                             | Stade lavallois          | -                           |
| 1988   | Stade lavallois          | -                             | Le Mans UC 72            | -                           |
| 1989   | Le Mans UC R             | -                             | Le Mans UC 72            | -                           |
| 1990   | Sablé FC                 | -                             | VS Fertois               | -                           |
| 1991   | JS Coulaines             | -                             | US Fléchois              | -                           |
| 1992   | VS Fertois               | -                             | Stade lavallois          | -                           |
| 1993   | FA Laval                 | -                             | SA Mamertins             | -                           |
| 1994   | Écommoy FC               | -                             | F.A. Laval               | -                           |
| 1995   | FA Laval                 | -                             | JS Coulaines             | -                           |
| 1996   | JS Coulaines             | -                             | SA Mamertins             | -                           |
| 1997   | Le Mans UC R             | -                             | JS Coulaines             | -                           |
| 1998   | JS Coulaines             | -                             | JS Coulaines             | -                           |
| 1999   | FA Laval                 | -                             | Écommoy FC               | -                           |
| 2000   | US Changéenne            | -                             | US Changéenne            | -                           |
| 2001   | Écommoy FC               | -                             | -                        | -                           |
| 2002   | Ancienne Château-Gontier | -                             | Écommoy FC R             | -                           |
| 2003   | Stade mayennais FC       | -                             | VS Fertois               | -                           |
| 2004   | US Changé                | ES Craonnaise                 | Écommoy FC               | -                           |
| 2005   | Écommoy FC               | FCSL Pontlieue Le Mans        | Écommoy FC               | -                           |
| 2006   | US Changéenne            | SA Mamertins                  | ASO Montenay             | -                           |
| 2007   | Écommoy FC               | AS Maghrebine Lavalloise      | Le Mans UC R2            | -                           |
| 2008   | ES Bonchamp              | AS Mulsanne-Téloché           | Ancienne Château-Gontier | -                           |
| 2009   | Écommoy FC               | Sablé FC                      | VS Fertois               | -                           |
| 2010   | ES Bonchamp              | AS Bourny Laval               | -                        | RC Fléchois                 |
| 2011   | La Suze FC               | ES Connerré                   | US Arnage-Pontlieue      | FA Laval                    |
| 2012   | RC Fléchois              | La Suze FC R2                 | Ancienne Château-Gontier | Le Mans FC R                |
| 2013   | Stade lavallois R        | US Guécélard                  | AS Mulsanne-Teloché      | Le Mans FC R                |
| 2014   | Le Mans FC               | US Changéenne R               | US Changéenne            | Le Mans FC R                |
| 2015   | US Changéenne R          | JS Coulaines                  | VS Fertois               |                             |

### Palmarès des sélections de la Ligue du Maine
- Finaliste de la Coupe des régions de l'UEFA : 2003.